# Кіндрат Лусконіг
Кіндрат Лусконіг († 1768) — запорожець, учасник повстання надвірних козаків Коліївщини 1768 р.
За кілька днів до того, як повстанці залишили Холодний Яр, сталася трагедія. Пострілом з пістоля було вбито полковника Йосипа Шелеста. За однією з версій, стріляв Кіндрат Лусконіг після суперечки «за начальство».
К. Лусконіг належав до січовиків, що не визнавали дисципліни, через це незабаром загинув в Умані.